# Verbazing
Verbazing is een emotie.

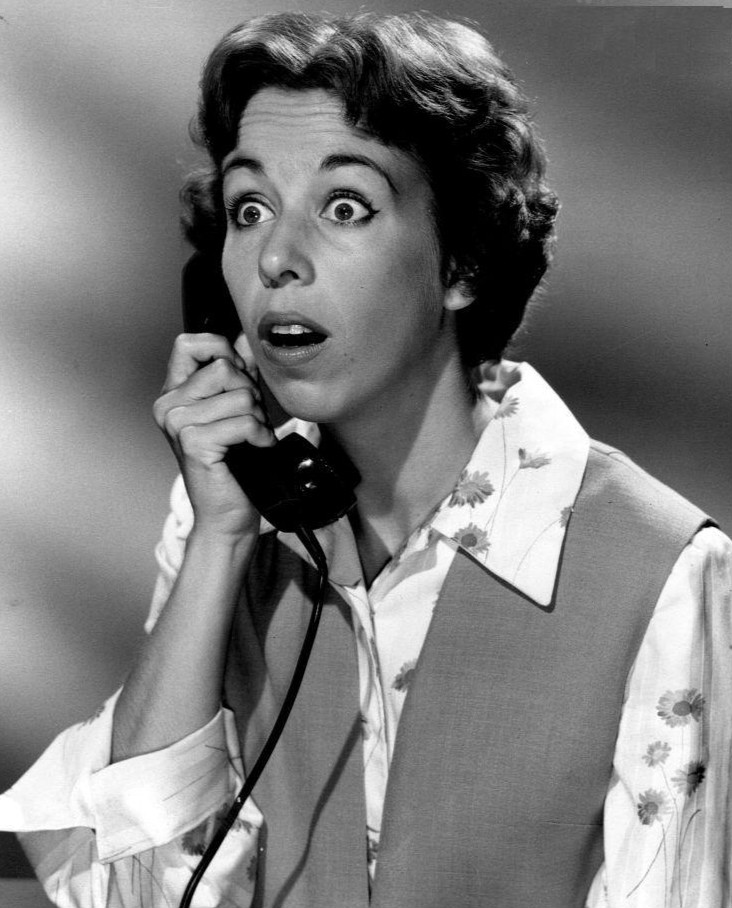
Geveinsde verbazing in een sketch uit 1958.

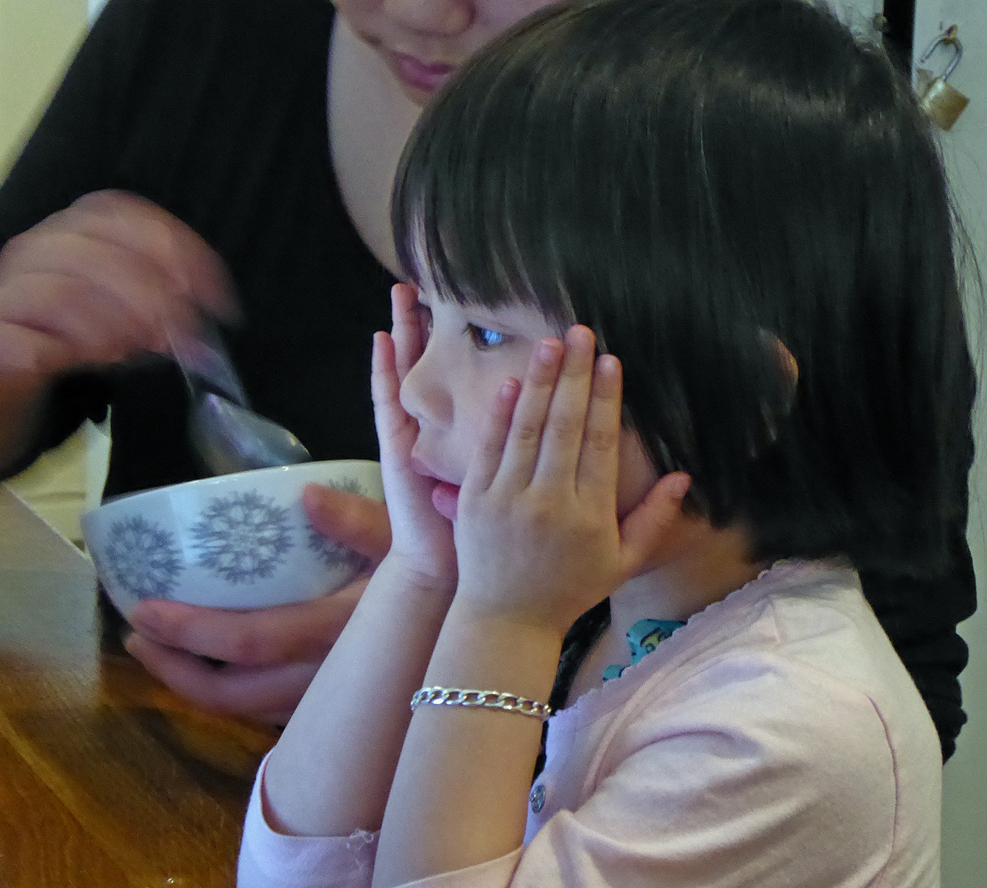
A child looks at her Ipad with surprise.

Het drukt zich meestal uit dat mensen verrast kijken: de wenkbrauwen worden dan omhoog getrokken waardoor de ogen wijder worden.
Deze indruk komt overal voor, het kan bij een gesprek zijn maar ook als er iets wordt waargenomen dat mensen anders van tevoren niet hadden geweten. Verbazing komt dan ook alleen voor als er iets onverwachts komt, bij een plotselinge situatie of als er iets schokkends is gebeurd.